# Equipe búlgara na Copa Davis
A equipe búlgara na Copa Davis representa a Bulgária na Copa Davis, principal competição de tênis masculina por equipes do mundo. É administrada pela Bulgarian Tennis Federation.